# ديمار ديروزان
ديمار ديروزان (بالإنجليزية: DeMar DeRozan)‏ مواليد 7 أغسطس 1989، هو لاعب كرة سلة أمريكي يلعب مع فريق سان انطونيو سبرز في الرابطة الوطنية لكرة السلة ويحمل الرقم 10. يبلغ طوله 6 قدم 7 بوصة (2.0 م).

## فرق لعب لها
- تورونتو رابتورز

## الميداليات
| الميدالية | المسابقة                         |
| --------- | -------------------------------- |
| ذهبية     | بطولة كأس العالم لكرة السلة 2014 |

## روابط خارجية
- ديمار ديروزان على موقع الاتحاد الدولي لكرة السلة (الإنجليزية)
- ديمار ديروزان على موقع إن بي أي (الإنجليزية)
- ديمار ديروزان على موقع سبورتس رفرنس (الإنجليزية)
- ديمار ديروزان على موقع كرة السلة الأوروبية.كوم (الإنجليزية)
- ديمار ديروزان على موقع إي إس بي إن.كوم (الإنجليزية)
- ديمار ديروزان على موقع كلية كرة السلة في سبورتس رفرنس.كوم (الإنجليزية)
- ديمار ديروزان على موقع ريلجم (الإنجليزية)
- ديمار ديروزان على موقع بروبوليرز (الإنجليزية)
- ديمار ديروزان على موقع سبورتس رفرنس (الإنجليزية)
- ديمار ديروزان على موقع اللجنة الأولمبية الدولية (الإنجليزية)